# Rasch-modell
A Rasch-modell egy pszichometriában használt matematikai modell, mely Georg Raschról, megalkotójáról kapta nevét. A valószínűségi tesztelméletek (Item Response Theory, IRT) vagy „modern tesztelmélet” egyik legismertebb modellje. Az alábbi három változóval dolgozik:
1. egy egyénnek egy dichotóm tételre (helyes/helytelen; egyetért vagy sem; igaz/hamis stb.) adott válasza (melyre az egyszerűség kedvéért jelen szócikkben a „helyes” és „helytelen” fogalmakat használjuk.)
2. a válaszadó személyre jellemző képesség, attitűd, vélemény stb., mely alapján válaszolt. (Ezt a tesztelméleti szakirodalomban egységesen „képességnek” nevezzük, akkor is, ha attitűdöt, véleményt stb. mérünk.)
3. az itemet vagy tételt jellemző nehézségparaméter.

A modell szerint az egyén helyes vagy helytelen válaszának valószínűsége a nehézség- és képességparamétertől függ.

## A Rasch-modell viszonya az IRT modellekhez
A Rasch-modell egy tagját képezi a gyűjtőfogalomként használt valószínűségi tesztelméleteknek (IRT). Az IRT modellekben közös, hogy nem determinisztikusak, hanem valószínűségi alapon közelítik a személyek helyes válaszadását az egyes itemeken (ismert item- és személyparaméterek esetén). [Molnár, 2006] Innen származik a magyar szakirodalomban használt valószínűségi tesztelmélet elnevezés.
Az egyes IRT modellek két fő tulajdonság mentén különböztethetőek meg egymástól: (1) milyen matematikai modellt használnak, vagyis „milyen típusú összefüggést feltételeznek a személy képességparamétere és a helyes válasz valószínűsége között”, illetve (2) hány paraméter mentén ragadják meg a jellemezni kívánt tételeket (itemeket).
A Rasch-modell matematikai alapját logisztikus függvény adja (szemben a normális eloszlásfüggvénnyel operáló többi IRT modellel); illetve a Rasch modell az itemnehézséget, mint egyetlen, legfőbb paramétert használja a tételek jellemzésére (vagyis unidimenzionális), mely paraméter kizárólag bináris / dichotóm változó lehet. Mindezek alapján a Rasch-modell tekinthető a legegyszerűbb IRT modellnek.
Az eredeti munkából kiindulva mára több eltérő matematikai modell létezik a modellcsaládban, melyek paraméterei csak részben egyeznek meg a leggyakrabban Rasch-modellként emlegetett, a szerző által 1960-ban publikált dichotóm modellel. (A modellt még maga Rasch kiterjesztette nem dichotóm adatokra is.) A továbbiakban e dichotóm modell kerül részletesebb kifejtésre, illetve a „Rasch-modell” név is erre a konkrét modellre utal. A modellcsalád más tagjairól lásd részletesen például Fischer és Molenaar (2012) vagy Rost (2001) munkáját.

## A modell alapkoncepciója
E matematikai modell kapcsolatot teremt a tételek nehézségét és a személyek képességét jellemző változók között. Ennek hátterében a következő feltételezések állnak:
- a könnyebb tételeket mindenki nagyobb valószínűséggel oldja meg helyesen, mint a nehezebbeket;
- "a magasabb képességszintű emberek nagyobb valószínűséggel oldják meg jól a feladatokat, mint az alacsonyabb képességszintűek";[9] illetve
- azokat a tételeket tekinti a modell nehezebbnek, melyeket kevesebben oldottak meg, és azokat könnyűnek, melyeket többen.

A modell a tétel nehézségét és a személy képességét egymáshoz viszonyítva definiálja, így a skálának nincs abszolút nulla pontja.

## A Rasch-modell matematikája
A Rasch-modell tehát egy valószínűségi alapú matematikai modell, mely logaritmikus transzformáció segítségével átalakítja az ordinális adatokat intervallumskálájúvá (így az értékek közötti különbségek mértéke is informatívvá válik). Egy lehetséges megfogalmazás szerint a Rasch-modell megadja, milyen valószínűséggel válaszol helyesen egy ismert képességszinttel rendelkező személy egy ismert nehézségű tételre. A nehézség- (θ) és képességparaméterek (δ) értékeit általában sztenderdizált formában használjuk, így átlaguk 0, szórásuk 1. A két változót egy közös logit-skálán mérjük.
A Rasch-modell leggyakoribb matematikai megfogalmazása a következő:
{\displaystyle p(X_{ij}=1\mid \theta _{i},\delta _{j})={e^{(\theta _{i}-\delta _{j})} \over \ 1+e^{(\theta _{i}-\delta _{j})}}} (1)
Az egyenlet bal oldala kifejezi tehát, hogy {\displaystyle \theta _{i}} képességparaméterrel rendelkező i személy helyes válaszadásának valószínűségét (vagyis p(x=1)) keressük adott {\displaystyle \delta _{j}} nehézséggel jellemezhető j tételen. A modell szerint e valószínűséget az a hányados adja (lásd az egyenlet jobb oldalát), melynek számlálója az Euler-féle számnak (e) a képesség- és nehézségparaméter különbségére emelt hatványa, nevezője pedig az ennél +1-gyel nagyobb érték. (Rasch ehhez az {\displaystyle {X \over X+1}} függvényből indult ki munkája során, mint „az általam ismert legegyszerűbb olyan függvény, amely 0-tól 1-ig nő, ha x zérótól végtelenig növekszik”)
Az (1) egyenletből következően ha egy személy képességparamétere és egy item nehézségértéke megegyezik, akkor annak valószínűsége, hogy a személy helyesen oldja meg az adott tételt: p(x=1) = 0,5. A modell tehát egy tétel nehézségét az alapján definiálja, milyen képességszintű személy válaszol rá helyesen 0,5-es valószínűséggel.
Az (1) exponenciális összefüggést átrendezve logaritmikus formába a következő egyenletet kapjuk:
{\displaystyle \ln {p_{ij} \over \ 1-p_{ij}}=\theta _{i}-\delta _{j}} (2)
Mint látjuk, a képesség- és nehézségparaméter értékének különbsége (az egyenlet jobb oldala) megegyezik annak a törtnek a természetes alapú logaritmusával, melynek számlálója i személy j itemre vonatkozó helyes válaszadásának valószínűsége (pi,j), nevezője pedig ugyanezen helyzetben érkező helytelen válasz valószínűsége (1-pi,j). E törtet a válaszadás odds-ának nevezzük, logaritmusát pedig logitnak.
Tehát ha például i személy képessége meghaladja azt, amit j feladat elvár (θi > δj), akkor helyes válaszadásának valószínűsége a 0,5-ről elmozdul 1 felé. A (2) egyenlet ezt számszerűsíti: amennyiben ismerjük a személy képessége és a tételnehézség közötti különbség értékét, akkor a képlet megadja azt a valószínűséget, mellyel a személy helyesen oldja meg a tételt. Például: ha i személy képességszintje 2 logitegység, j tétel nehézsége pedig 1 logitegység, akkor i helyes válaszadásának valószínűsége p(x=1) ≈ 0,731. Azt is láthatjuk, hogy a két paraméter egymáshoz viszonyított, relatív helyzetével dolgozik a modell, nem pedig a képesség- és nehézségszint abszolút értékeivel. Így ha egy személy képessége átlagos (vagyis θ=0), akkor a -1 logitegység nehézségű feladatot szintén 0,731-es valószínűséggel oldja meg helyesen a modell értelmében.

### Képesség- és nehézségparaméterek meghatározása
Az eddig áttekintettekben ismert képességszintekkel és adott nehézségi értékű tételekkel dolgoztunk. Ezek kiszámítása egy meglévő adatmátrixból két-két lépésben történik:
1. Első lépésben kiszámítjuk a helyes válaszok arányát:
  1. Személyenként, minden i válaszadó személyre: a helyesen megválaszolt tételek számát elosztjuk az összes item számával.
  2. Hasonlóan járunk el minden j tétel esetében is: az adott tételre helyesen válaszolók számát elosztjuk az összes válaszoló számával.
2. A második lépésben a modellből levezetett, alábbi összefüggések segítségével meghatározzuk a keresett paraméterértékeket:[2][3][5]
  1. A képességparaméter meghatározása (ahol θi jelöli i személy képességparaméterét, Pi pedig i személy helyes válaszainak és összes válaszának hányadosát, vagyis helyes válaszainak arányát): {\displaystyle \theta _{i}=\ln {P_{i} \over \ 1-P_{i}}} (3)
  2. A nehézségparaméter meghatározása (ahol δj jelöli j item nehézségparaméterét, Pj pedig a j itemen adott helyes válaszok arányát, vagyis a tételt helyesen megválaszolók számának és az összes válaszadó számának hányadosát): {\displaystyle \delta _{j}=ln{P_{j} \over \ 1-P_{j}}} (4)

## Rasch-modell alkalmazása

### A paraméterek meghatározása a gyakorlatban
Az itt leírt műveleteket a pszichometriai gyakorlatban ma már statisztikai szoftverek végzik. A leggyakrabban használt programok a WINSTEP, RuMM2020 vagy a ConQuest. Ezeken kívül is igen sok, akár ingyenesen elérhető szoftver áll rendelkezésünkre a Rasch-modellel (vagy más IRT modellekkel) való munkához. Ezekről bővebben angol nyelven a Psychometric software szócikkben vagy például az alábbi összefoglalóban tájékozódhatunk: Rasch Measurement Analysis Software Directory.

### Milyen helyzetekben alkalmazzák a Rasch-modellt?
A Rasch-modellt számos különböző területen használják, például orvostudományokban, marketing kutatásokban, neveléstudományban. A pszichometriában a tesztfejlesztés különböző fázisaiban alkalmazhatjuk: új mérőeszköz tételeinek kialakításakor, már létező teszt pszichometriai jellemzőinek ellenőrzésekor vagy akár számítógépes adaptív teszteléshez (Computer Adaptive Testing, CAT) szükséges tételcsomag összeállításakor. A Rasch-modell alkalmazása tulajdonképpen bármilyen olyan esetben indokolt lehet, ahol összetartozó ordinális szintű adatok értékei közötti különbséget szeretnék számszerűsíteni (és az adatok eleget tesztnek a modell feltételeinek, illetve a modell illeszkedik az adatokhoz). Ilyen helyzet lehet például, ha összetartozó itemeket úgy veszik fel, hogy a skála/teszt nem minden tételét oldja meg minden kitöltő, de vannak olyan "horgony itemek", melyekhez minden résztvevőtől van adat, és kíváncsiak  a tételek, illetve kitöltő paramétereire.